# Trần Hùng (nhà quay phim)
Trần Hùng (1957 - ) là nhà quay phim người Việt Nam ông giành hai Giải Cánh diều hạng mục Quay phim xuất sắc với hai bộ phim điện ảnh Thời xa vắng và Chuyện của Pao. Ngoài vai trò là nhà quay phim ông còn là một họa sĩ.

## Cuộc đời
Trần Hùng sinh năm 1957 tại Hà Nội là con của nhà chủ nhiệm phim Trần Cam của Hãng phim truyện Việt Nam. Ông nộp hồ sơ thi vào Khoa Quay phim hệ Đại học của Trường Đại học Sân khấu – Điện ảnh Hà Nội năm 1977 nhưng không theo học vì được khuyên nên thực tập để vững tay nghề trước. Sau thời gian làm phó cho các nhà quay phim Nguyễn Hữu Tuấn, Khánh Dư, Trần Trung Nhàn, Trần Quốc Dũng, ông chính thức theo học Quay phim tại Trường Đại học Sân khấu – Điện ảnh và tốt nghiệp vào năm 1990. Khi ra trường, ông làm việc tại Hãng phim truyện Việt Nam, khi vừa lập gia đình thì một tai nạn xảy ra khiến ông mất trí nhớ trong vài năm. Trí nhớ dần phục hồi, trong những năm tiếp theo Trần Hùng phó quay phim và trải qua các thú chơi sưu tầm đồ cổ, sưu tập và vẽ tranh, bộ phim đầu tiên ông làm quay phim chính là Thiếu phụ chưa chồng của đạo diễn Vũ Châu phát hành năm 2001.
Năm 1999 Trần Hùng tham gia hai bộ phim truyền hình của đạo diễn Lê Đức Tiến là Sống mãi với Thủ đô và Sóng ở đáy sông. Trong khi đang hoàn tất các cảnh quay của bộ phim Chuyện tình biển xa, Trần Hùng nhận được lời mời của đạo diễn Hồ Quang Minh thực hiện bộ phim điện ảnh Thời xa vắng, dự án mà vị đạo diễn Việt kiều đã chuẩn bị suốt 15 năm. Sau Thời xa vắng Trần Hùng được mời thực hiện bộ phim điện ảnh khác là Chuyện của Pao nhưng vì bận một dự án phim khác nên ông từ chối, một nữ nhà quay phim tài liệu người Úc đã nhận vị trí này, vì khác sở trường nên các thước phim cô quay không đáp ứng được yêu cầu của đạo diễn Ngô Quang Hải. Trần Hùng một lần nữa được mời thực hiện bộ phim với vai trò chỉnh sửa các cảnh đã quay và ghi hình nốt 30% thời lượng của Chuyện của Pao. Với Thời xa vắng và Chuyện của Pao, Trần Hùng giành được hai giải Quay phim xuất sắc liên tiếp tại hạng mục Phim truyện điện ảnh của hai kỳ tổ chức Giải Cánh diều. Năm 2009, dự án phim Nếu anh còn được sống, chuyển thể từ tiểu thuyết cùng tên của nhà văn Văn Lê được phê duyệt, đến năm 2011 Trần hùng xác nhận sẽ là tay máy chính của bộ phim nhưng dự án chưa bao giờ được thực hiện.
Tính đến năm 2023, Trần Hùng đã tham gia khoảng 600 tập phim truyền hình và 5 bộ phim truyện điện ảnh.

## Tác phẩm

### Truyền hình
| Năm  | Phim                      | Đạo diễn                        | Cùng vai trò           | Chú thích |
| ---- | ------------------------- | ------------------------------- | ---------------------- | --------- |
| 1999 | Cỏ lồng vực               | Vũ Trường Khoa                  | Đặng Việt Bảo          |           |
| 1999 | Tìm mẹ                    | Vũ Minh Trí                     |                        | Họa sĩ    |
| 1999 | Sống mãi với Thủ đô       | Lê Đức Tiến                     |                        |           |
| 2000 | Sóng ở đáy sông           | Lê Đức Tiến                     |                        |           |
| 2004 | Chim Phí bay về cội nguồn | Đặng Lưu Việt Bảo               |                        |           |
| 2007 | Ký túc xá                 | Châu Huế                        |                        |           |
| 2007 | Lửa đáy hồ                | Châu Huế                        |                        |           |
| 2008 | Vận may                   | Lê Đức Tiến - Trần Chí Thành    | Trần Kim Vũ - Tuấn Anh |           |
| 2009 | Thiên sứ lông bông        | Võ Tấn Bình                     |                        |           |
| 2011 | Huyền sử Thiên Đô         | Tất Bình, Phạm Thanh Phong      |                        |           |
| 2015 | Nợ ân tình                | Phi Tiến Sơn, Nguyễn Thành Vinh |                        |           |

### Điện ảnh
| Năm  | Phim                | Đạo diễn        | Chú thích  |
| ---- | ------------------- | --------------- | ---------- |
| 2003 | Chuyện tình biển xa | Lê Đức Tiến     |            |
| 2004 | Thời xa vắng        | Hồ Quang Minh   |            |
| 2005 | Chuyện của Pao      | Ngô Quang Hải   |            |
| 2005 | Hải Quỳ             | Nguyễn Thế Vĩnh |            |
| 2006 | Em tôi              | Vũ Xuân Hưng    | phim video |

### Tác phẩm khác
- Phim tài liệu: Hạ Long - Đá và Nước (2000)
- Bài báo: Cùng Hồ Quang Minh làm 'Thời xa vắng'[11]

## Giải thưởng
| Năm  | Giải thưởng              | Phim           | Hạng mục                                  | Cùng đề cử          | Kế quả    | Chú thích |
| ---- | ------------------------ | -------------- | ----------------------------------------- | ------------------- | --------- | --------- |
| 2004 | Giải Cánh diều lần thứ 2 | Thời xa vắng   | Quay phim xuất sắc - Phim truyện điện ảnh | Không               | Đoạt giải | [ 6 ]     |
| 2005 | Giải Cánh diều lần thứ 3 | Chuyện của Pao | Quay phim xuất sắc - Phim truyện điện ảnh | Coordelia Beresford | Đoạt giải | [ 7 ]     |